# Dorpsschool Soest
De voormalige dorpsschool met onderwijzerswoning aan de Eemstraat 1-1b is een gemeentelijk monument in Soest in de Nederlandse provincie Utrecht.

## School
Reeds in 1590 stond een Kerkebuurtschool op de plaats van het huidige gebouw. Het huidige gebouw dateert uit 1781. Tot 1828 vergaderde de gemeenteraad in een gedeelte van dit pand. Na dat jaar werd het vergaderlokaal bij de school getrokken. Toen de school in 1845 te klein werd, werd aan de Middelwijkstraat, op een terrein naast café logement "De Gouden Ploeg", een nieuwe Kerkebuurtschool gebouwd. De bouw werd bekostigd uit de verkoop van de dorpsschool met bijbehorende grond.

## Gebouw
In 1900 werd de schuur aangebouwd en in 1947 werden de oorspronkelijke dubbele staldeuren rechts aan de voorgevel vervangen door een deur. Het witgepleisterde gebouw staat met de nok evenwijdig aan de Eemstraat. Het drietal gietijzeren halfronde stalvensters herinnert nog aan de agrarische bestemming van het pand. In de tuitgevel bevindt zich boven de twee halfronde vensters een hijsbalk.